# الجبهة المعادية للاستعمار
الجبهة المعادية للاستعمار حركة سياسية في السودان، تأسست عام 1952. تم تنظيم الجبهة من قبل الحركة السودانية السرية للتحرير الوطني (أي الحزب الشيوعي). قرر الشيوعيون عدم محاولة تسجيل حزبهم قبل الانتخابات البرلمانية لعام 1953، مفضلين إطلاق الجبهة المعادية للاستعمار كمنظمتهم القانونية.

## القيادة
كان حسن الطاهر زروق رئيس الجبهة المعادية للاستعمار، وعبد الرحمن عبد الرحيم أمينها العام. كلاهما كانا معلمين حسب المهنة. كان الدكتور عز الدين علي أمير قائداً بارزاً آخر للجبهة المعادية للاستعمار.

## الملف الشخصي
تضمنت عضوية الجبهة كوادر شيوعية ومتعاطفين غير منتسبين. رفضت المنظمة الادعاء بأنها حركة شيوعية. في حين تم تصنيفها بشكل عام مع الشيوعيين.
دعت الجبهة المعادية للاستعمار إلى استقلال السودان، وعارضت الاتحاد مع مصر ودعت إلى ضمانات للحقوق الديمقراطية مثل حرية التعبير والتنظيم. من خلال رفع المطالب الديمقراطية من خلال الجبهة المعادية للاستعمار، تمكن الشيوعيون السودانيون من كسب التعاطف بين المهنيين غير الشيوعيين، وخاصة الصحفيين.
كما أدارت المنظمة مدارس مسائية للبالغين.

## الجهاز الصحفي
نشرت الجبهة صحيفة الميدان مرتين أسبوعيا. وكان حسن الطاهر زروق رئيس تحرير الجريدة.

## انتخابات 1953
فازت الجبهة بمقعد واحد في انتخابات 1953 (التي عقدها حسن الطاهر زروق). انتخب زروق من دائرة الخريجين. بصفته عضوًا في البرلمان، كان حسن الطاهر زروق منتقدًا صريحًا لحكومة حزب إسماعيل الأزهري الوطني الاتحادي.

## النضال ضد الحكومة الأزهرية
في أوائل عام 1955 انضمت الجبهة المعادية للاستعمار إلى جبهة الاستقلال (ائتلاف معارضي الأزهري، بما في ذلك حزب الأمة). من خلال مشاركة الجبهة المناهضة للإمبريالية، اكتسبت جبهة الاستقلال نفوذًا أكبر في المناطق الحضرية حيث أصبحت حركات العمال والطلاب نشطة في جبهة الاستقلال. انفصلت الجبهة عن جبهة الاستقلال في سبتمبر 1955. في نوفمبر 1955، حاولت جبهة الاستقلال الإطاحة بالأزهري من خلال التصويت في مجلس النواب. رفضت الجبهة المناهضة للاستعمار دعم هذا الإجراء، وامتنع حسن الطاهر زروق عن التصويت. أوضحت الجبهة موقفها بأنها تناضل من أجل المبادئ، وليس ضد أي أفراد معينين. وبدلاً من ذلك، دعت إلى حكومة وحدة وطنية. أدى هذا التحرك إلى عزل الجبهة عن الحكومة وقوى المعارضة الأخرى.
عندما تبعت حكومة عبد الله خليل حكومة الأزهري، احتفظت الجبهة بموقفها المعارض. مرة أخرى، سعت الجبهة إلى بناء جبهة وطنية واسعة. ومع ذلك، فإن مثل هذه الجبهة لم تتحقق لأن حزب الشعب الديمقراطي (الذي حدده الشيوعيون كشريك رئيسي محتمل) متحالف مع حزب الأمة بدلاً من ذلك.

## أزمة السويس
خلال أزمة السويس عام 1956، أرسلت الجبهة المعادية للإمبريالية متطوعين لمساعدة الجانب المصري (بما في ذلك أمينه العام). مع ظهور جمال عبد الناصر كزعيم مناهض للاستعمار، عكست الجبهة معارضتها السابقة للوحدة المصرية السودانية.
في فبراير 1957، بدأت الجبهة المناهضة للإمبريالية واتحاد نقابات العمال السوداني حملة ضد إدخال برنامج المساعدات الأمريكية. كافحت الجبهة ضد القانون الانتخابي الذي أقره ائتلاف الأمة والحزب الديمقراطي التقدمي في يونيو 1957، مدعية أن القانون قد تم تصميمه لضمان فوز حزب الأمة في الانتخابات القادمة. دعت الجبهة مرة أخرى حزب الشعب الديمقراطي إلى كسر تحالفه مع حزب الأمة والانضمام إلى ائتلاف مع حزب الاتحاد الوطني.

## انتخابات 1958
قبل انتخابات فبراير 1958، تعاونت الجبهة مع الحزب الاتحادي (المتمركز في جنوب السودان). أثارت الجبهة مطالب بدولة سودانية اتحادية تعترف بالإسلام والمسيحية كديانات رسمية وحيث تكون اللغتان العربية والإنجليزية لغتين رسميتين. فشلت الجبهة، التي خاضت انتخابات 1958، في الفوز بأي مقاعد.

## انقلاب 1958
بعد انقلاب 1958، تم حل الجبهة المعادية للاستعمار. وتم القبض على العديد من قادتها، بما في ذلك الدكتور عز الدين علي أمير، والذي أُطلق سراحه في سبتمبر 1959.